# Списак античких племена у Илирији
Списак илирских племена (абецедним редом), између 10. века п. н. е. и 7. века н. е.. Простор обухвата територије западног Балкана и делова јужне Италије, а повезује их говор заједничког илирског језика.
| назив племена                                | подручје које су насељавали                              |
| -------------------------------------------- | -------------------------------------------------------- |
| Абри                                         | Планине на северу Албаније                               |
| Албани                                       | Појас од Драча до Дебра                                  |
| Амантини                                     | Око градића Аманиа                                       |
| Андизети                                     | средња Босна                                             |
| Ардијани                                     |                                                          |
| Аријани                                      |                                                          |
| Ардијејци                                    | јужна Далмација                                          |
| Атинтани                                     | Епир                                                     |
| Аутаријати                                   | североисточно од Проклетија                              |
| Бреуци                                       | Славонија                                                |
| Глиндиони                                    |                                                          |
| Граби                                        |                                                          |
| Далмати                                      | Далмација                                                |
| Даорси                                       | јужна Херцеговина                                        |
| Дасарети                                     | појас око Охридског и Преспанског језера                 |
| Деситијати                                   | средња Босна                                             |
| Деремисти                                    |                                                          |
| Дерентини                                    |                                                          |
| Деури                                        |                                                          |
| Диндари                                      |                                                          |
| Дитиони                                      |                                                          |
| Доклеати                                     | Црна Гора                                                |
| Енхилејци                                    | Бока которска                                            |
| Јаси                                         |                                                          |
| Колапијани                                   |                                                          |
| Лабеати                                      | око Скадарског језера                                    |
| Мезеји                                       |                                                          |
| Мелкумани                                    |                                                          |
| Месапици - Дауни - Јапиги - Месапи - Пеукети | Апулија у Италији                                        |
| Молоси                                       |                                                          |
| Наренси                                      |                                                          |
| Осеријати                                    |                                                          |
| Партини                                      | средња Албанија                                          |
| Пелигни                                      |                                                          |
| Пенести                                      | североисточна Албанија око Кукеша                        |
| Пеонци                                       |                                                          |
| Пикенти                                      | око садашњег града Барија                                |
| Пирусти                                      | северна Албанија, Црна Гора, Херцеговина, Босна и Србија |
| Плереји                                      | јужна Далмација                                          |
| Педикули                                     |                                                          |
| Салентини                                    |                                                          |
| Сардеати                                     |                                                          |
| Селетани                                     |                                                          |
| Сесарети                                     | албанска обала Јадранског мора                           |
| Скиртони                                     |                                                          |
| Тауланти                                     | албанска обала Јадранског мора                           |
| Хаонци                                       |                                                          |
| Хелидонци                                    |                                                          |

На просторима Илирије, заједно са Илирима су живела и следећа неилирска племена:
- трачка: Дарданци
- келтска: Диндари, Латобики
- венетска: Јаподи, Карни, Катари [], Либурни, Хистри
- остало: Булини, Биљонци, Ћелидонци, Еордајци, Хииерстами, Хилејци, Манији, Нестеји, Орици, Скордисци итд.